# Ram Narayan
Ram Narayan (del hindi: राम नारायण) (Udaipur, Mewar, Raj Británico; 25 de diciembre de 1927-9 de noviembre de 2024), referido como pandit, fue un músico indio que popularizó el instrumento llamado sarangi en conciertos y se hizo el primer músico exitoso mundial del sarangi.

## Biografía
Narayan nació en Udaipur y aprendió tocar el sarangi cuando era joven. De adolescente estudió bajo músicos del sarangi y cantantes y trabajó como maestro de música y músico ambulante. Narayan fue contratado como acompañante de vocalistas en All India Radio, Lahore, en el 1944. Se mudó a Delhi después de la partición de la India en 1947 y se interesó en hacer algo más que acompañar. Frustrado con su papel de asistente, Narayan se mudó a Bombay para trabajar en la industria del cine de la India en 1949.
Después de un intento infructuoso en  1954, Narayan se hizo un solista en conciertos en el 1956, y luego dejó de acompañar. Empezó a grabar álbumes y comenzó a ir de gira por Estados Unidos y Europa en los años 1960. Narayan enseñaba a estudiantes de origen indio y extranjero, y tocaba, frecuentemente afuera de la India, hasta los años 2000. Fue galardonado con el segundo honor civil más alto, el Padma Vibhushan, en el 2005.